# Bitka kod Perušića 1655.
Bitka kod Perušića bila je bitka između hrvatskih snaga protiv osmanskog osvajača. Perušić je selo koje se je nalazilo blizu granice s Osmanskim Carstvom, u pojasu između primarne (redoviti upadi) i sekundarne ugroze (povremeni upadi).

## Političko-vojna pozadina
Ova bitka zbila se u desetljeću nakon što je na sjevernom kraju Habsburške Monarhije završio Tridesetogodišnji rat koji je iscrpio europske velesile. Na obzoru su bile nove europske sile, napose jačanjem konkurentske Francuske pod Lujem XIV.
Petar Zrinski je uspješno ratovao u Kandijskom ratu silno pomažući mletačke snage na suhozemnom i na pomorskom bojištu, nanoseći Turcima velike štete. Po povratku u Hrvatsku sukobio se je s Osmanlijama kod Perušića.

## Ishod bitke
Zrinski je porazio Turke.